# Ян Штольцман
Ян Штольцман (19 листопада 1854 , Варшава  — 29 квітня 1928 або 28 квітня 1928 , Варшава ) — польський зоолог, дослідник, орнітолог і мисливець.

## Життєпис
В 1872 році почав вивчати зоологію у Імператорському Варшавському університеті. Того ж року увійшов до складу Зоологічного кабінету у Варшаві, який був важливим центром наукової роботи польських і закордонних дослідників. Тоді опікуном кабінету був Владислав Тачановський, а фінансування здійснювали меценати брати Александр і Костянтин Браницькі.
Під час навчання став асистентом Тачановського, допомагаючи йому організувати ентомологічну колекцію і препарувати птахів.
Після відставки зоолога Констянтина Єльського (1837—1896), за сприяння Кабінету зоології Штольцман перервав навчання і 24 серпня 1875 року вирушив у наукову поїздку до Перу. По дорозі зупинявся протягом короткого періоду у Монтевідео, Вальпараїсо, Антофагасті, Аріці і Кальяо. Базою, звідки організовувались зоологічні експедиції, стала для нього Ліма. Виявив чотири нових види птахів, що описані пізніше в мемуарах Лондонського зоологічного товариства. Паралельно із дослідженнями він продовжив навчання.
В 1881 році Штольцман завершив навчання і повернувся в Європу, а на наступний рік поїхав в Еквадор. Тут, разом з Юзефом Сємірадзьким, він оселився у Гуаякілі, звідки він вирушив в експедицію по країні, у якій вони вивчали фауну і флору цієї частини Америки. 
В 1884 році Ян Штольцман повернувся до Варшави, де в 1887 році став директором Зоологічного музею Браницьких, який у 1919 році об'єднаний із зоологічним кабінетом і перетворений у Національний зоологічний музей. У новому закладі, він обіймав посаду заступника директора. Тут він отримав звання доцента і професора геології і палеонтології. Штольцман був активним мисливцем, основоположнико (1899) і редактором «Łowca Polskiego». Він також був активістом з охорони природи, а з 1926 року став членом Національної ради з охорони природи.
У 1901 році він взяв участь у дослідницькій експедиції у Судані в басейні Білого Нілу. Він помер у Варшаві в 1928 році.

## Наукова діяльність
Ян Штольцман першим описав колібрі виду Loddigesia mirabilis, що живуть в долинах Анд. Під час своєї поїздки, крім опису різних видів флори і фауни, багато уваги присвячував опису корінного населення, з яким довелося зіткнутися в ході своїх експедицій. Найбільше його цікавили племена, що населяють перуанське узбережжя і пустелю Сечура — юнка і узбережжя Еквадору — тумбез. У записках зоолога можна також знайти описи інших племен — хіваро, що населяють перуанську сьєрру, агуаруна і кашібо, жителів перуанських джунглів.
Ян Штольцман з 1924 року викладає мисливське господарство у Варшавській вищій школі сільського господарства. Він ініціював програму захисту зубрів. У травні 1923 року на Міжнародному конгресі з охорони природи в Парижі як делегат Державного комітету з охорони природи представив польський проєкт збереження виду, що базуються на досвіді Ліги захисту американського бізона.
Ім'ям дослідника названо багато видів птахів та інших тварин. Зокрема відомі назви птахів Chlorothraupis stolzmanni, Colaptes stolzmanni, Urothraupis stolzmanni, Catharus dryas stolzmanni та ссавця Mustela stolzmanni.

## Праці
Ян Штольцман є автором 367 наукових робіт. Його наукові праці опубліковані в Польщі, Франції, Англії, Німеччини і Росії.
- Ornitologia łowiecka (Орнітологія мисливська, 1905)
- Wspomnienia z podróży (Спогади з мандрівки, 2 томи, 1912)
- Łowiectwo (Мисливство, 1920)
- Przemówienie Jana Sztolcmana i Roberta de Clermont na Międzynarodowym Kongresie Ochrony Przyrody w Paryżu [Архівовано 29 листопада 2014 у Wayback Machine.] (Суперечка Яна Штольцмана та Роберта де Клемана на Міжнародному конгресі з охорони природи у Парижі, 1923)
- Żubr, jego historia, obyczaje i przyszłość (Зубр, його історія, поведінка та майбутнє, 1926)
- O dymorfizmie płciowym (Про статевий диморфізм)
- Szkice ornitologiczne (Орнітологічні ескізи, 1916)
- Nad Nilem Błękitnym (Над Блакитним Нілом)
- Czwarty Polak za Kordylierami (Четвертий поляк за Кордильєрами, вид. Krajowa Agencja Wydawnicza 1982)